# Liste de personnalités féminines iraniennes
Ceci est une liste de personnalités féminines iraniennes. 

## Prix Nobel

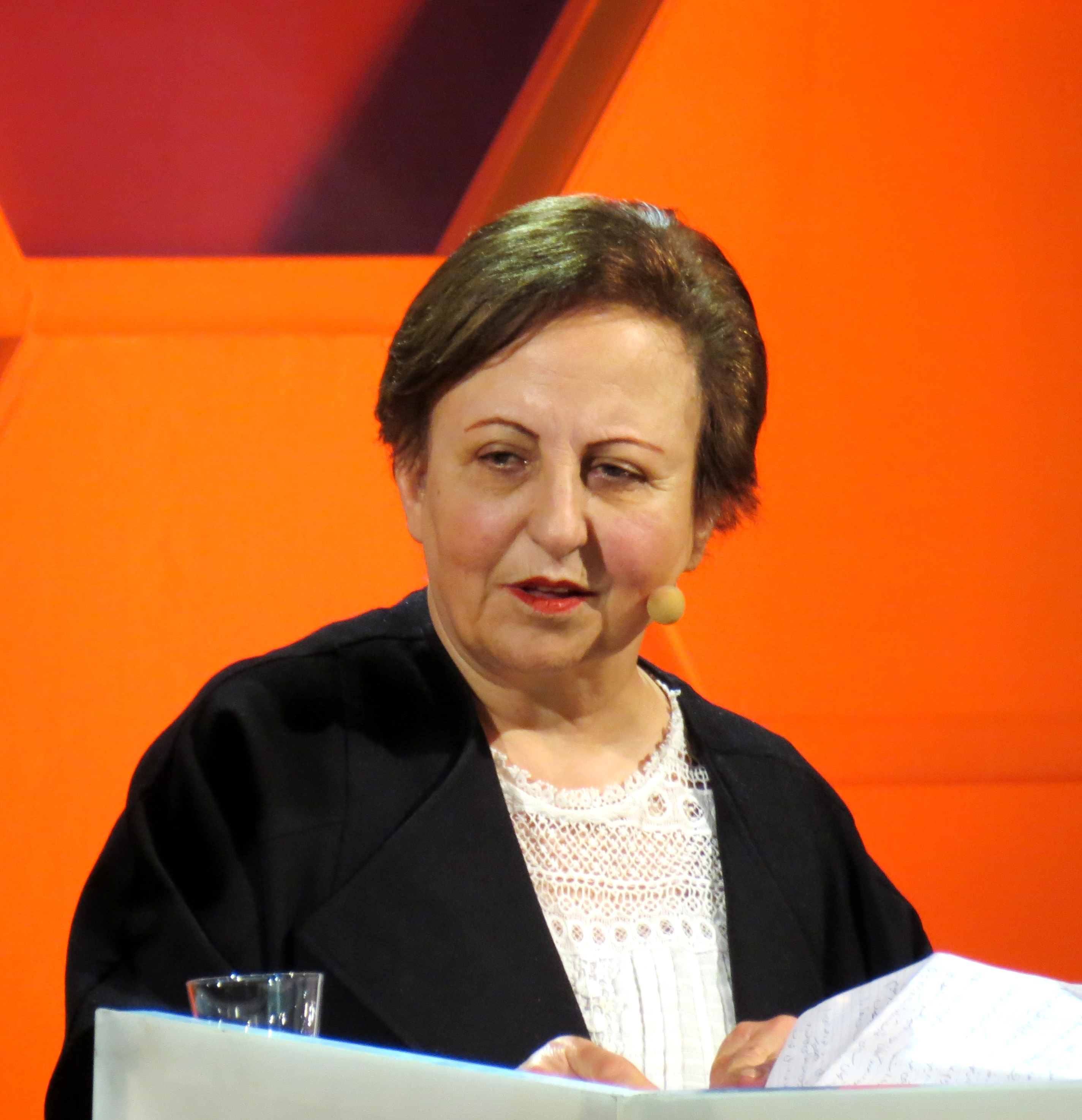
Shirin Ebadi (2017).

- Shirin Ebadi, lauréate du prix Nobel de la paix 2003.

## Scientifiques et ingénieurs
- Anousheh Ansari, première femme touriste de l'espace, leader des télécommunications entrepreneur.
- Azar Andami, vaccinologue
- Maryam Mirzakhani, mathématicienne et première femme à remporter la médaille Fields.
- Homa Shaibany, première femme chirurgienne iranienne.
- Nahid Shahmehri, directrice du Laboratoire d'information intelligente, université de Linköping, Suède[1]
- Alenush Terian, astronome
- Saba Valadkhan, Prix de l'American Association for the Advancement of Science Young Scientist

## Universitaires
- Janet Afary, historienne
- Lady Amin (Banoo Amin), juriste et théologienne
- Jaleh Amouzgar, iranologue, professeur à l'Université de Téhéran
- Noushafarin Ansari, professeur à l'Université de Téhéran ; secrétaire générale du Conseil du livre pour enfants d'Iran
- Camila Batmanghelidjh, psychothérapeute
- Mina Bissell, directrice de la division des sciences de la vie d'UC Berkeley[2]
- Shirin Ebadi, avocate, chargée de cours à l'Université de Téhéran (lauréate du prix Nobel 2003)
- Marjan Jahangiri, professeur de chirurgie cardiaque à St George's, Université de Londres, première femme professeur de chirurgie cardiaque au Royaume-Uni et en Europe
- Mehrangiz Kar, avocate, boursière à l'Université Harvard
- Firoozeh Kashani-Sabet, professeur d'histoire à l'Université de Pennsylvanie ; romancière[3],[4]
- Fatemeh Keshavarz, présidente du département des langues et littérature asiatiques et du Proche-Orient, professeur de littérature persane et comparée, université Washington de Saint-Louis
- Elaheh Koulaei, professeur de sciences politiques, Faculté de droit et de sciences politiques, Université de Téhéran
- Farzaneh Milani, directrice des études sur les femmes et le genre ; Professeur d'études persanes et féminines à l'Université de Virginie à Charlottesville, Virginie, États-Unis[5]
- Maryam Mirzakhani, mathématicienne, professeure à l'Université de Stanford
- Valentine Moghadam, professeure de sociologie et des affaires internationales ; directrice du programme des affaires internationales et directrice du programme d'études du Moyen-Orient, Northeastern University[6]
- Azar Nafisi, ancien professeur à l'Université de Téhéran et à l’Université Johns Hopkins
- Afsaneh Najmabadi, professeur d'histoire et d'études des femmes, du genre et de la sexualité à l'Université Harvard
- Nasrin Rahimieh, écrivain de la culture iranienne et de la littérature persane ; professeur de littérature comparée à l'Université de Californie, Irvine[7]
- Pardis Sabeti, généticienne à la Harvard Medical School
- Reihaneh Safavi-Naini, cryptographe ; professeur d'informatique ; directrice de l'Institut de recherche sur les télécommunications et les technologies de l'information de l'Université de Wollongong
- Fatemeh Shams, chercheur littéraire à l'Université d'Oxford
- Saba Soomekh, professeur d'études religieuses à l'UCLA et à l’Université Loyola Marymount
- Nayereh Tohidi, professeur et directrice du département des études féminines à la California State University, Northridge, associée de recherche au Center for Near Eastern Studies de l'UCLA, États-Unis
- Roksana Bahramitash, Université McGill, écrivain de livres universitaires

## Auteurs et poétesses
- Masoumeh Abad, écrivain
- Mahnaz Afkhami, écrivain
- Mana Aghaee, poétesse, traductrice et bibliographe
- Farzaneh Aghaeipour, dramaturge et romancière
- Mahshid Amirshahi, romancière
- Mina Assadi, poétesse et auteur ; lauréate des prix Hellman / Hammett (Human Rights Watch) à New York en 1996
- Sousan Azadi, mémorialiste
- Shokoofeh Azar, écrivain ; lauréate du prix Stella
- Simin Behbahani, poétesse et nommée au prix Nobel 1997
- Niloofar Beyzaie, dramaturge et metteur en scène
- Simin Daneshvar, universitaire, romancière et traductrice de textes littéraires de plusieurs langues en persan
- Sahar Delijani (née en 1983), romancière largement traduite ; auteur de Les Enfants du Jacaranda ; vivant entre les États-Unis et l'Italie
- Parvin E'tesami, poétesse (classique)
- Forugh Farrokhzad, poétesse (moderne)[8]
- Rabe'e Ghazdari, poétesse
- Roya Hakakian, écrivain et poétesse
- Justine Harun-Mahdavi, écrivaine germano-iranienne
- Sheema Kalbasi, poétesse
- Leila Kasra, poétesse et parolière
- Porochista Khakpour, écrivain
- Mahsati, poétesse médiévale
- Shokooh Mirzadegi, romancière, poétesse et réformateur sociale
- Azadeh Moaveni, écrivain et journaliste
- Akram Monfared Arya, auteur, poétesse
- Granaz Moussavi, poétesse
- Azar Nafisi, écrivain, Reading Lolita in Tehran
- Shahrnush Parsipur, romancière
- Zoya Pirzad, romancière et lauréate du prix littéraire Hooshang Golshiri
- Masoumeh Ramhormozi, écrivain
- Moniru Ravanipor, écrivain
- Golrokhsar Safi Eva, poétesse national du Tadjikistan
- Marjane Satrapi, écrivain, Persepolis, Embroideries et Chicken with Plums
- Hila Sedighi, poétesse
- Mahasti Shahrokhi, romancière
- Fatemeh Shams, poétesse, auteur
- Tahereh Qorrat Al-'Ayn, poétesse, philosophe et théologienne ; dix-septième disciple ou Lettre du Vivant du Bab (milieu du XIXe siècle)
- Niloufar Talebi, écrivain, traductrice littéraire, artiste multidisciplinaire, producteur
- Lobat Vala, poétesse
- Sholeh_Wolpé (en), poétesse, dramaturge, librettiste

## Actrices et cinéastes
- Narges Abyar, auteur, réalisatrice et scénariste
- Pegah Ahangarani, actrice, lauréate du prix de la meilleure actrice au 23e Festival international du film du Caire
- Mahnaz Afshar, actrice
- Nazanin Afshin-Jam, actrice, chanteuse / compositrice, militante des droits de l'homme, auteur
- Shohreh Aghdashloo, actrice, nommée aux Oscars 2003 pour House of Sand and Fog
- Desiree Akhavan, actrice et réalisatrice, lauréate au Festival du film de Sundance 2018 du grand prix du jury
- Taraneh Allidousti, lauréate du prix de la meilleure actrice, Festival international du film de Locarno, 2002
- Mary Apick, actrice, lauréate du prix de la meilleure actrice (1977)
- Behnoush Bakhtiari, actrice
- Rakhshan Bani-Etemad, réalisatrice
- Catherine Bell, actrice (JAG) (mi-iranienne)
- Niloofar Beyzaie, dramaturge, directrice de théâtre
- Nadia Bjorlin, actrice
- Shiva Boloorian, actrice et metteur en scène
- Nazanin Boniadi, actrice
- Pouran Derakhshandeh, réalisatrice, productrice, scénariste et chercheuse
- Zar Amir Ebrahimi, actrice, productrice, réalisatrice et photographe sociale[9],[10]
- Golshifteh Farahani, actrice et musicienne ; Prix de la meilleure actrice du 22e Festival des trois continents à Nantes ; Symorgh pour la meilleure actrice au 16e Festival international du film de Fajr
- Aryana Farshad, cinéaste et réalisatrice de documentaires ; lauréate du prix du public, du prix Telly et du prix Davey, 2008
- Tina Gharavi, scénariste et réalisatrice
- Hengameh Ghaziani, actrice et traductrice
- Gougoush, actrice, chanteuse, auteur-compositeur
- Azita Hajian, actrice, gagnante du Simorgh de cristal de la meilleure actrice, 17e Festival international du film de Fajr
- Mitra Hajjar, actrice
- Leila Hatami, prix de la meilleure actrice au Festival international du film de Locarno et au Festival des films du monde de Montréal (2002)
- Rita Jahanforuz, actrice et chanteuse
- Niki Karimi, actrice et réalisatrice
- Maryam Kavyani, actrice
- Maryam Keshavarz, réalisatrice
- Baran Kosari, lauréate au 25e Festival international du film de Fajr
- Hana Makhmalbaf, réalisatrice
- Samira Makhmalbaf, réalisatrice
- Yassamin Maleknasr, actrice et réalisatrice
- Tahmineh Milani, cinéaste féministe
- Hengameh Mofid, actrice de cinéma et de théâtre, réalisatrice, dramaturge et professeure d'université
- Fatemeh Motamed-Arya, actrice et réalisatrice
- Granaz Moussavi, réalisatrice, scénariste
- Mahin Oskouei, première réalisatrice iranienne
- Shiva Rose, actrice et militante anti-guerre[11]
- Nahid Persson Sarvestani, réalisatrice de documentaires
- Sarah Shahi, actrice
- Yara Shahidi, actrice
- Bahar Soomekh, actrice (Collision et Saw III)
- Hāni'eh Tavassoli, actrice
- Hedieh Tehrani, actrice
- Necar Zadegan, actrice
- Nina Zanjani, actrice
- Merila Zarei, actrice primée
- Irene Zazians, actrice

## Beaux-Arts
- Akram Monfared Arya, peintre
- Iran Darrudi, peintre
- Mokarrameh Ghanbari, peintre
- Nahid Hagigat, peintre et illustratrice basée à New York.
- Mansooreh Hosseini, peintre
- Noreen Motamed, peintre
- Shirin Neshat, artiste conceptuelle
- Guity Novin, peintre, graphiste et fondatrice du mouvement transpressionniste en peinture
- Behjat Sadr, peintre
- Sara Shamsavari, plasticienne, photographe, artiste musicale
- Niloofar Ziae, peintre, professeur d'art
- Parya Vatankhah, peintre

## Designers
- Farshid Moussavi, architecte, fondatrice de Foreign Office Architects
- Marjane Satrapi, réalisatrice et romancière graphique

### Créatrices de mode
- Pegah Anvarian, créatrice de mode à Los Angeles
- Behnaz Sarafpour, créatrice de mode couture à New York
- Mahla Zamani, créatrice de mode ; expert en vinaigrette traditionnelle iranienne

## Musiciennes
- Lily Afshar, guitariste
- Leila Arab, musicienne
- Roya Arab, musicienne, chanteuse et compositrice
- Sima Bina, chanteuse
- Darya Dadvar, soliste soprano et compositrice
- Delkash (Esmat Bagherpour), chanteuse
- Leila Forouhar, chanteuse
- Shushā Guppy, écrivain, éditrice et chanteuse de chansons folkloriques persanes et occidentales
- Hayedeh, chanteuse
- Farzaneh Kaboli, chef de file de la danse folklorique et nationale iranienne
- Ghashang Kamkar, musicienne
- Leila Kasra, poétesse et parolière
- Anousheh Khalili, auteur-compositeur-interprète
- Mahasti, chanteuse
- Arefeh Mansouri, inventeur, designer
- Marzieh, chanteuse
- Parisa (Fatemeh Va'ezi), doyenne des chanteuses persanes classiques
- Laleh Pourkarim, auteur-compositeur-interprète
- Soodabeh Salem, musicienne, chef d'orchestre
- Salomé, artiste hip hop
- Sepideh, chanteuse
- Shakila, chanteuse, lauréate du Persian Academy Award
- Shohreh Solati, chanteuse
- Monir Vakili, chanteuse d'opéra occidental et de musique folk persane[12]
- Qamar ol-Molouk Vaziri, "reine de la musique persane"
- Farzane Zamen, musicienne, chanteuse, productrice, auteur-compositrice

## Sportives
- Padideh Boloorizadeh, championne d'Asie de pentathlon, capitaine de l'équipe nationale iranienne de volleyball ;
- Leila Ebrahimi, coureuse ;
- Janet Kohan-Sedq, coureuse ;
- Aravane Rezaï, joueuse de tennis ;
- Laleh Seddigh, championne de course et de rallye ;
- Shima Mehri, motarde ;
- Behnaz Shafiei, pilote de motocross ;
- Kimia Alizadeh, première médaillée olympique iranienne.

## Politiciennes
- Masoumeh Abad
- Marzieh Afkham, ambassadrice
- Mahnaz Afkhami, première ministre des Affaires féminines en Iran et deuxième femme au monde à occuper ce poste ; ancien professeur de littérature anglaise à l'Université nationale et ancien secrétaire général de l'Organisation des femmes d'Iran
- Professeure Haleh Afshar, baronne Afshar, universitaire féministe et pair non inscrite de la Chambre des Lords britannique
- Christiane Amanpour, correspondante internationale en chef de CNN
- Goli Ameri, secrétaire d'État adjoint des États-Unis pour les affaires éducatives et culturelles
- Masoumeh Ebtekar, vice-présidente iranienne
- Sibel Edmonds, lauréate du PEN / Newman's Own First Amendment Award[13]; effectivement défié le FBI
- Shahla Habibi
- Fatemeh Haghighatjou, ancienne députée
- Fatemeh Javadi, vice-présidente et chef du département de l'environnement
- Farah Karimi, députée iranienne néerlandaise
- Elaheh Koulaei, ancienne députée et professeur de sciences politiques
- Azar Majedi, activiste communiste et femme politique
- Farrokhroo Parsa, médecin et ancien ministre de l'éducation (première femme iranienne à devenir vice-ministre puis ministre de l'éducation) ; exécutée en 1980, après la révolution iranienne
- Nasrin Soltankhah
- Raumesh Akbari, représentante de l'État du Tennessee pour le district 91
- Nusrat Bhutto, ancienne Première Dame du Pakistan, 2e présidente du Parti populaire pakistanais

## Royauté
- Shirin, reine perse à l'époque des Sassanides, épouse de Khosrow Parviz
- Purandokht, princesse héritière sassanide et reine
- Stateira II, épouse d'Alexandre le Grand
- Parysatis, épouse d'Alexandre le Grand
- Shahnaz Pahlavi, princesse
- Soraya Esfandiary Bakhtiari, ancienne reine
- Ashraf Pahlavi, princesse
- Farah Pahlavi, impératrice (l'épouse de Mohammad Reza Shah)
- Leila Pahlavi, princesse
- Tadj ol-Molouk, reine d'Iran et épouse de Reza Shah
- Shahr-banu, princesse
- Nur Jahan, impératrice moghole

## Activistes
- Mahnaz Afkhami, militante des droits humains et des droits des femmes, figure de proue du mouvement international des femmes
- Nazanin Afshin-Jam, activiste des droits de l'homme, auteur, chanteuse et auteur-compositeur, 1ère finaliste Miss Monde 2003, Miss Canada 2003
- Shiva Nazar Ahari, militante des droits de l'homme
- Bibi Khanoom Astarabadi, auteur et pionnière du mouvement des femmes perses dans l'Iran moderne
- Forough Azarakhshi, pionnière de l'éducation moderne des femmes à Mashhad
- Parvin Darabi, auteur et militante
- Sediqeh Dowlatabadi, auteur et pionnière du mouvement des femmes perses dans l'Iran moderne
- Shirin Ebadi, avocate et juge des droits de l'homme, lauréate du prix Nobel 2003
- Camelia Entekhabifard, journaliste et auteure
- Zahra Eshraghi, militante féministe
- Parvaneh Eskandari, l'épouse de Dariush Forouhar
- Roya Hakakian, militante et auteur juive iranienne des droits de l'homme
- Faezeh Hashemi, journaliste, militante des droits des femmes et ancienne députée iranienne
- Sheema Kalbasi, militante des droits de l'homme, auteur
- Mehrangiz Kar, avocate des droits de l'homme et lauréate du Prix international Ludovic Trarieux des droits de l'homme
- Zahra Kazemi, photographe politique tuée
- Shahla Lahiji, militante des droits de l'homme
- Lily Mazahery, avocate et militante des droits humains internationalement reconnue
- Narges Mohammadi, militant des droits humains
- Azar Nafisi, activiste et romancière (Reading Lolita in Tehran)
- Maryam Namazie, féministe et communiste et dirigeante du Conseil des ex-musulmans de Grande-Bretagne
- Marina Nemat, militante, ancienne prisonnière politique et auteure
- Maryam Radjavi, présidente élue du Conseil national de la résistance d'Iran
- Shadi Sadr, militante féministe, avocate et journaliste
- Azadeh Shahshahani, avocate des droits de l'homme et ancienne présidente de la National Lawyers Guild, basée aux États-Unis
- Shahla Sherkat, rédactrice ; pionnière du mouvement des femmes dans l'Iran moderne
- Nasrin Sotoudeh, avocate des droits de l'homme pour les militants de l'opposition et les politiciens
- Badri Teymourtash, première femme médecin iranienne ; fondatrice de l'École de médecine dentaire, Université Mashad
- Iran Teymourtash, journaliste et premier militant ; fille d'Abdolhossein Teymourtash

## Dans les actualités
- Nazanin Afshin-Jam, auteure, Miss Monde 2003 1er finaliste, Miss Canada 2003, militante des droits de l'homme, chanteuse et compositrice, mariée à Peter MacKay, ministre de la Défense nationale au Cabinet du Canada
- Neda Agha-Soltan, abattue lors des manifestations électorales iraniennes de 2009 ; son nom est rapidement devenu un cri de ralliement pour l'opposition
- Zahra Bani Ameri, médecin
- Ramona Amiri, Miss Monde Canada 2005, première finaliste du concours Miss Univers Canada 2007
- Rudi Bakhtiar, présentatrice de nouvelles télévisées
- Ladan et Laleh Bijani, jumelles siamoises
- Sahar Biniaz, Miss Univers Canada 2012
- Zar Amir Ebrahimi
- Haleh Esfandiari, universitaire, détenue[14]
- Nazanin Fatehi, condamnée à mort pour meurtre
- Zeynab Jalaliyan, prisonnière kurde
- Behnaz Mozakka, décédée en 2005 dans l'attentat de Londres
- Shermine Shahrivar, Miss Allemagne en 2004 puis a remporté le titre général de Miss Europe en 2005 lors d'une compétition en France
- Samantha Tajik, Miss Univers Canada 2008
- Romina Ashrafi, adolescente assassinée par son père en 2020

## Autres
- Christiane Amanpour, correspondante internationale en chef de CNN
- Akram Monfared Arya, première femme pilote d'Iran
- Roza Montazemi, auteur de livres de cuisine
- Shadi Paridar, grand maître d'échecs
- Atousa Pourkashiyan, grand maître d'échecs
- Zahra Rahnavard, première femme chancelière d'université après la révolution
- Atoosa Rubenstein, fondatrice et rédacteur en chef du magazine CosmoGirl ; rédacteur en chef de Seventeen
- Effat Tejaratchi, première femme iranienne à piloter un avion
- FakhrAfagh Parsa, directrice du Women's World Magazine et première femme journaliste de l'histoire iranienne à être exilée.